# Zimowe Igrzyska Paraolimpijskie 1976
I Zimowe Igrzyska Paraolimpijskie odbyły się w szwedzkiej miejscowości Örnsköldsvik w dniach 21 - 28 lutego 1976. W zawodach brali udział sportowcy niewidzący i po amputacji. Podczas igrzysk odbyły się zawody w narciarstwie alpejskim i klasycznym, oraz wyścigi sań jako sport pokazowy.

## Państwa biorące udział w I ZIP
| - Austria - Belgia - Czechosłowacja - Finlandia - Francja - Japonia - Jugosławia - Kanada | - Norwegia - Polska - RFN - Stany Zjednoczone - Szwecja - Szwajcaria - Uganda - Wielka Brytania |

## Klasyfikacja medalowa
| Klasyfikacja medalowa |            |       |        |      |       |
| Pozycja               | Państwo    | Złoto | Srebro | Brąz | Razem |
| 1                     | Niemcy     | 9     | 12     | 6    | 27    |
| 2                     | Szwajcaria | 9     | 1      | 1    | 11    |
| 3                     | Finlandia  | 8     | 7      | 7    | 22    |
| 4                     | Szwecja    | 6     | 7      | 7    | 20    |
| 5                     | Austria    | 5     | 16     | 14   | 35    |
| 6                     | Norwegia   | 5     | 3      | 2    | 10    |
| 7                     | Czechy     | 3     | 0      | 0    | 3     |
| 8                     | Francja    | 2     | 0      | 3    | 5     |
| 9                     | Kanada     | 1     | 0      | 2    | 3     |
| 10                    | Belgia     | 0     | 0      | 0    | 0     |